# Elsenheim
Elsenheim település Franciaországban, Bas-Rhin megyében. Lakosainak száma 803 fő (2022. január 1.). Elsenheim Marckolsheim, Ohnenheim, Grussenheim és Illhaeusern községekkel határos.

## Népesség
A település népességének változása:
| Lakosok száma | 837  | 833  | 813  | 816  | 810  | 802  | 802  | 803  |
|               | 2013 | 2015 | 2017 | 2018 | 2019 | 2020 | 2021 | 2022 |